# Antipädagogik
Antipädagogik ist eine Theorie über die Pädagogik. Sie kritisiert das traditionelle Verhältnis von Erwachsenen und Kindern, vor allem die elterliche oder erzieherische Machtausübung. Diese sei ein Verstoß gegen die Menschenrechte. Die antipädagogische Aufklärung zeigt die negativen Effekte herkömmlicher Pädagogik auf. Sie plädiert für die Gleichberechtigung der Generationen. 1975 erschien das Buch Antipädagogik – Studien zur Abschaffung der Erziehung von Ekkehard von Braunmühl, in dem diese Theorie begründet wird.

## Entstehung und Thesen
Zu den ersten Publikationen, durch die der Terminus „Antipädagogik“ in den gesellschaftlichen Erziehungsdiskurs eingeführt wurde, zählt Heinrich Kupffers 1974 publizierter Aufsatz Antipsychiatrie und Antipädagogik. Kupffer, der an der Pädagogischen Hochschule Kiel das Fach Sozialpädagogik lehrte, übertrug darin die Kritik an einer Psychiatrie, die den Kranken entmündigt, auf die Pädagogik.
Bereits 1970 hatten von Braunmühl und andere in Wiesbaden den 1. Antipädagogischer Club Kinderhaus e. V. (1. APC Kinderhaus) gegründet, in dem der Versuch unternommen wurde, das Konzept der Antipädagogik in die Praxis umzusetzen. Die Einrichtung besteht bis heute.
1975 erschien dann Ekkehard von Braunmühls Buch Antipädagogik – Studien zur Abschaffung der Erziehung.
Erziehung und Pädagogik sind nach von Braunmühl nicht nur überflüssig, sondern „kinder-, menschen- und lebensfeindlich“. Erziehung sei Fremdbestimmung, Menschenverachtung, Unterwerfung und Unrecht, das Kindern angetan werde. Kindern aus erzieherischen Gründen Gebote oder Verbote zu erteilen, lehnt er grundsätzlich ab.
Von Braunmühl bezieht sich dabei auf die „pädagogische Einstellung“, die untrennbar mit der angeblichen „Erziehungsbedürftigkeit“ der Kinder verbunden ist. Erziehung ist demnach eine Bezeichnung „ausschließlich für planmäßige, intentionale, auf das Kind als Objekt gerichtete Akte“. Er kritisiert, dass von Pädagogen die „Erziehung mit dem Lernen einfach gleichgesetzt wird“, obwohl das eine eine Veranstaltung der Erwachsenen, das andere eine Tätigkeit des Kindes ist.
Die Erziehung der Kinder nach vorgegebenen Zielen und erzieherischer Ehrgeiz kennzeichnen die pädagogische Einstellung. Deren Überwindung könne autonomes Lernen ermöglichen, die Unantastbarkeit der Würde des Kindes gewährleisten und Kinderfeindlichkeit abbauen.

Im Buch Der heimliche Generationenvertrag – Jenseits von Pädagogik und Antipädagogik und im Nachwort zur 5. Auflage der „Antipädagogik“ (1988) reflektiert von Braunmühl die Entwicklung seit dem Erscheinen der Antipädagogik im Jahr 1975 und relativiert dabei seinen damaligen Tonfall:
Millionen von Eltern, Erziehern, Lehrern glauben noch an ihre erzieherische Verantwortung, obgleich sie über die mit dieser Verantwortung notwendig korrespondierende Macht nicht verfügen bzw. auf sie, aus guten Gründen, verzichtet haben. Sie machen sich ständig sinnlose Sorgen. Das pädagogische Gift erreicht zwar die Kinder nicht mehr direkt, wirkt aber in den Erwachsenen nach wie vor und beeinträchtigt dadurch auch die Beziehungen mit den Kindern. Diese machen zwar im Wesentlichen ihren eigenen Kram, aber die Erwachsenen leiden oft Höllenqualen dabei, eben weil sie die Idee der erzieherischen Verantwortung noch im Kopf (und Bauch) haben.
Für solche Erwachsenen ist die radikale antipädagogische Aufklärung ein wahrer Segen – allerdings nur, wenn sie ihnen nicht aufgedrängt wird. Dieses Gegengift kann man ohnehin niemandem gegen seinen Willen einflößen. Aber es hat einen Sinn, auf seine Existenz und heilsame Wirkung hinzuweisen.

## Folgen
Als Versuch, zwischen der Antipädagogik und der konventionellen Pädagogik zu vermitteln, entwickelte Wolfgang Hinte das von Carl R. Rogers inspirierte Konzept einer non-direktiven Pädagogik, für das er später die weniger missverständliche Bezeichnung personenbezogene Pädagogik vorzog. Er verstand darunter „das konstante Bemühen, dem Lernpartner die Verantwortung und die (möglichst) volle Entscheidungsfreiheit zu belassen, wie, wo, mit wem, was und wodurch er lernen will.“
In einem offenen Brief vom 13. Mai 1996 sowie in dem Buch Was ist antipädagogische Aufklärung? Mißverständnisse, Mißbräuche, Mißerfolge der radikalen Erziehungskritik distanzierte sich von Braunmühl ausdrücklich von den Ansichten und Vereinspraktiken Hubertus von Schoenebecks. Dieser hatte 1978 in Münster den Freundschaft mit Kindern – Förderkreis e. V. gegründet, um die Antipädagogik bekannt zu machen. Von Schoenebeck entwickelte jedoch – noch unter dem Markenzeichen Antipädagogik – eine „neue Lebensphilosophie“, die mit den Idealen der antipädagogischen Aufklärung nichts mehr zu tun hatte. Seit 1997 verwendet er den Begriff nicht mehr.
In Leipzig stehen der Tologo Verlag und das seit 2007 dort erscheinende Unerzogen Magazin der Antipädagogik nahe.
Zu den Verdiensten der Antipädagogik zählt, dass sie auf die Grenzen pädagogischer Wirksamkeitsunterstellungen, auf negative Effekte von Erziehung und auf die historische Gebundenheit pädagogischer Ideologie aufmerksam gemacht hat.

## Kritik
Die traditionelle Pädagogik hat sich nur vereinzelt mit der Antipädagogik auseinandergesetzt. Zu den wenigen Erziehungswissenschaftlern, die als Kritiker der Lehre hervorgetreten sind, zählen Michael Winkler und Andreas Flitner; beide beanstanden, dass das von Selbstlosigkeit und menschlicher Wärme bestimmte Erziehungsverhältnis durch die Rechtsbeziehungen, die die Antipädagogik hier einführen will, eher beschädigt als vorangebracht werde. Harm Paschen vertritt die Ansicht, dass die Antipädagogik selbst eine Pädagogik sei.